# Somma tra matrici
In matematica, e più precisamente in algebra lineare, la somma tra matrici è l'operazione di addizione di due matrici con m righe e n colonne. Il risultato è una nuova matrice con m righe ed n colonne dove ogni elemento è la somma degli elementi corrispondenti delle matrici di partenza.

## Definizione
La somma di due matrici {\displaystyle A} e {\displaystyle B} con m righe ed n colonne è la matrice {\displaystyle (A+B)} definita nel modo seguente:
{\displaystyle (A+B)_{i,j}:=A_{i,j}+B_{i,j}}
Nel seguente esempio si usa per semplicità {\displaystyle m=n}, ma in generale le matrici {\displaystyle A} e {\displaystyle B} hanno m righe ed n colonne se m è diverso da n:
{\displaystyle {\begin{bmatrix}-1&3&-2\\1&0&0\\1&2&2\end{bmatrix}}+{\begin{bmatrix}0&0&5\\2&-5&0\\2&1&1\end{bmatrix}}={\begin{bmatrix}-1+0&3+0&-2+5\\1+2&0-5&0+0\\1+2&2+1&2+1\end{bmatrix}}={\begin{bmatrix}-1&3&3\\3&-5&0\\3&3&3\end{bmatrix}}}
Per definire la somma fra due matrici, non è necessario che i valori presenti siano elementi in un campo, come quello dei numeri reali o complessi: è sufficiente che siano in un gruppo. Ad esempio, sommando due matrici con valori interi si ottiene un'altra matrice con valori interi.

## Proprietà
Se i valori della matrice sono elementi di un gruppo commutativo (ad esempio, i numeri interi o un qualsiasi campo) allora la somma fra matrici è commutativa.
La somma fra matrici è usualmente combinata con la moltiplicazione per uno scalare (in cui tutti gli elementi della matrice vengono moltiplicati per lo scalare) per ottenere una qualsiasi combinazione lineare di matrici. Ad esempio, la differenza fra due matrici è realizzabile come la combinazione lineare {\displaystyle A-B=A+(-1)B}. La differenza risulta quindi definita in modo analogo alla somma, come:
{\displaystyle (A-B)_{i,j}:=A_{i,j}-B_{i,j}}
Ad esempio:
{\displaystyle {\begin{bmatrix}2&3&2\\1&0&-1\end{bmatrix}}-{\begin{bmatrix}1&0&5\\-2&5&0\end{bmatrix}}={\begin{bmatrix}2-1&3-0&2-5\\1-(-2)&0-5&-1-0\end{bmatrix}}={\begin{bmatrix}1&3&-3\\3&-5&-1\end{bmatrix}}}

## Somma diretta
Un'altra operazione, usata meno frequentemente, è la somma diretta. Ogni elemento della somma diretta di due spazi vettoriali può essere rappresentato come una somma diretta di due matrici. Date due matrici {\displaystyle A} e {\displaystyle B} di forma qualsiasi, rispettivamente di dimensione {\displaystyle m\times n} e {\displaystyle p\times q}, la loro somma diretta è la matrice {\displaystyle (m+p)\times (n+q)} definita nel modo seguente:
{\displaystyle A\oplus B={\begin{bmatrix}A&0\\0&B\end{bmatrix}}={\begin{bmatrix}a_{11}&\cdots &a_{1n}&0&\cdots &0\\\vdots &\cdots &\vdots &\vdots &\cdots &\vdots \\a_{m1}&\cdots &a_{mn}&0&\cdots &0\\0&\cdots &0&b_{11}&\cdots &b_{1q}\\\vdots &\cdots &\vdots &\vdots &\cdots &\vdots \\0&\cdots &0&b_{p1}&\cdots &b_{pq}\end{bmatrix}}}
Ad esempio:
{\displaystyle {\begin{bmatrix}1&3&2\\2&3&1\end{bmatrix}}\oplus {\begin{bmatrix}1&6\\0&1\end{bmatrix}}={\begin{bmatrix}1&3&2&0&0\\2&3&1&0&0\\0&0&0&1&6\\0&0&0&0&1\end{bmatrix}}}
In generale, si può scrivere la somma diretta di n matrici come:
{\displaystyle \bigoplus _{i=1}^{n}A_{i}={\mbox{diag}}(A_{1},A_{2},A_{3},\ldots ,A_{n})={\begin{bmatrix}A_{1}&&&\\&A_{2}&&\\&&\ddots &\\&&&A_{n}\end{bmatrix}}}
Ad esempio, la matrice delle adiacenze dell'unione disgiunta di grafi o multigrafi è la somma diretta delle loro matrici delle adiacenze.